# 海因肯博斯特尔
海因肯博斯特尔是德国石勒苏益格－荷尔斯泰因州的一个市镇。总面积7.55平方公里，总人口139人，其中男性68人，女性71人（2011年12月31日），人口密度18人/平方公里。